# Rùa núi vàng
Rùa núi vàng (danh pháp hai phần: Indotestudo elongata) là một loài rùa thuộc họ Rùa núi (Testudinidae), phân bố ở Đông Nam Á và một phần Nam Á.

## Đặc điểm
Đầu có nhiều tấm sừng. Mai gồ cao, có màu vàng, giữa mỗi tấm vảy có đốm đen. Phía trước yếm phẳng, phía sau yếm lõm sâu. Chân hình trụ, ngón chân không có màng. Rùa núi vàng trưởng thành dài khoảng 30 cm, nặng khoảng 3,5 kg. Con cái có xu hướng to hơn và tròn hơn con đực, chúng thường đẻ trứng vào tháng 10 hoặc tháng 11 hàng năm, mỗi lứa đẻ từ 4 trứng đến 5 trứng, kích thước trứng khoảng 4 cm đến 5 cm và có tập tính vùi trứng vào đất. Với lượng trứng ít như thế này nên tỷ lệ phát triển giống nòi của rùa núi vàng là rất thấp.
Thức ăn của rùa núi vàng là thực vật và quả rụng
Đây là loại động vật chỉ sinh sống ở những khu vực có khí hậu nhiệt đới, chúng thích sống gần nơi có nguồn nước để tiện cho quá trình săn mồi, uống nước, vệ sinh cơ thể...Rùa núi vàng là một loài bò sát và không thể kiểm soát được nhiệt độ trong cơ thể, chính vì thế nơi loài rùa này sinh sống đòi hỏi đủ điều kiện để chúng có thể tắm nắng hoặc trú ngụ trong bóng râm.

## Phân bố
Rùa núi vàng phân bố ở Nepal, Bangladesh, Ấn Độ (Jalpaiguri, East Bengal và Bihar), Myanmar, Lào, Thái Lan, Campuchia, Việt Nam, tây Malaysia, nam Trung Quốc. Tại Việt Nam, rùa núi vàng có ở Cao Bằng, Lạng Sơn, Bắc Giang, Hà Nội, Hòa Bình, Tây Ninh, Gia Lai, Đăk Lăk, Đăk Nông..

## Thức ăn chính
Thức ăn chính của rùa núi vàng là các loại lá cây, trái cây, thịt động vật nhỏ. Trong những ngày đầu khi nở ra từ trứng rùa núi vàng không cần ăn uống và duy trì bằng dinh dưỡng từ noãn dưới bụng lúc này nên để rùa làm quen với môi trường xung quanh một cách tự nhiên nhất. Sau đó có thể tập cho rùa con ăn lá dâu tầm, và xương rồng tai thỏ non. Tuyệt đối không nên cho rùa con ăn các loại như cà chua, lá cải, trái cây ngọt các loại, trong thời gian này... tốt nhất vẫn là lá dâu tầm và xương rồng non.
Rùa núi vàng ăn dưa leo, dưa hấu, hạt táo, hạt lê sẽ không có lợi cho sức khỏe của rùa.

## Những điều không nên làm với rùa núi vàng
- Vẽ lên mai rùa bằng nước sơn hoặc hóa chất: điều này có thể làm ảnh hưởng nghiêm trọng đến quá trình trao đổi chất của rùa khi không tiếp xúc được với ánh sáng mặt trời.
- Không nuôi rùa núi vàng trong môi trường quá ẩm thấp hoặc nuôi hoàn toàn trong nước vì đây là loài rùa cạn. Và để nuôi nhốt được rùa núi vàng phải thông qua cơ quan chức năng tại địa phương để được cấp phép nuôi nhốt gây giống động vật cần được bảo tồn.
- Không cho rùa núi vàng ăn quá nhiều thịt đỏ.
- Không mua bán trái phép rùa núi vàng.
- Không gây tổn thương đến phần mai rùa vì đây là ngôi nhà bảo vệ các cơ quan của chúng.

## Thực trạng của rùa núi vàng
Rùa núi vàng là một loài động vật đang bị săn bắt rất nhiều. Loài động vật này đang dần đến bờ tuyệt chủng. Vì vậy, chúng ta có nhiệm vụ phải bảo vệ và phát triển nòi giống của rùa núi vàng.